# Astate Iestaiar

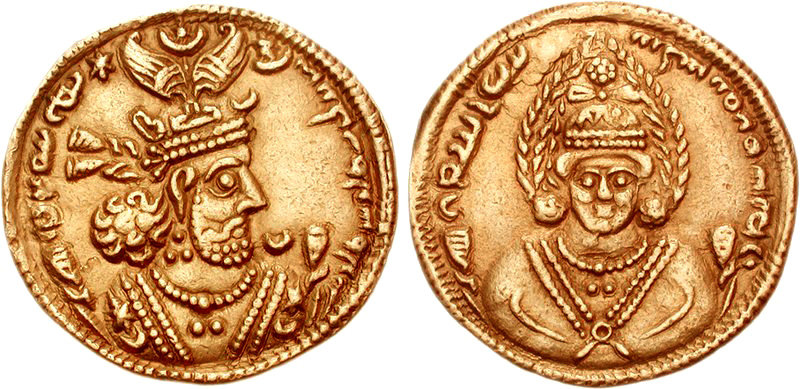
Dinar de ouro de r.

Astate Iestaiar (em armênio: Աշտատ Յեստայար; romaniz.: Aštat Yeztayar) foi um oficial militar sassânida do começo do século VII, ativo sob o xá Cosroes II (r. 590–628). Astate é citado pela primeira vez no 18.º ano do reinado de Cosroes, datado variadamente em 606/607 ou 607/608, quando foi nomeado como comandante da invasão sassânida na Armênia bizantina, em sucessão de Senitão Cosroes. Durante a invasão, diz-se que foi acompanhado por Teodósio, filho do imperador assassinado Maurício (r. 582–602).
O primeiro combate de Astate na Armênia ocorreu em Bassiana, onde derrotou um exército bizantino e então o perseguiu até Satala. Dali, marchou em direção a Teodosiópolis e conseguiu fazer a cidade render-se ao mostrar Teodósio. Então capturou várias cidades armênias, como Citarizo, Satala, Nicópolis e Apástias. Depois disso, desaparece das fontes. Sabe-se, contudo, que por 607/608 foi  sucedido por Saíno.